# Insígnia d'identificació del servei de combat

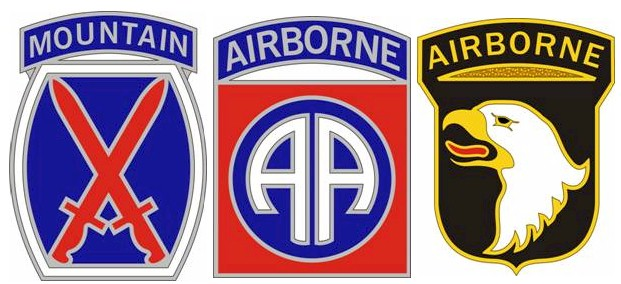
Exemples d'Insígnies d'indentificació del servei de combat de la 10a Divisió de Muntanya, la 82a Divisió Aerotransportada i la 101a Divisió Aerotransportada

La insígnia d'identificació del servei de combat (anglès: Combat Service Identification Badge - CSIB) és una insígnia heràldic metàl·lic que es porta al costat dret de l'uniforme de servei de l'exèrcit dels Estats Units que identifica de manera única el servei de combat d'un soldat amb les principals formacions de l'exèrcit dels Estats Units.

## Descripció
La insígnia de màniga d'espatlla-antic servei de guerra també es va portar a l'uniforme verd "Classe A" de l'exèrcit, fins que aquest uniforme es va suspendre el 2015.
Els CSIB són dispositius metàl·lics i esmalts platejats o daurats de 2 polzades (5,08 cm) d'alçada i que consisteixen en un disseny similar a la unitat insígnia d'espatlla (Shoulder Sleeve Insignia - SSI).

## Lluïment
La insígnia d'identificació del servei de combat es porta a la butxaca inferior dreta per als soldats homes i al costat dret paral·lela a la cintura per a les dones soldats. Els soldats poden portar el CSIB amb el nou uniforme blau de servei de l'exèrcit, classe A i classe B. La CSIB no es pot fer servir amb l'uniforme de combat de l'exèrcit (ACU) o l'interromput uniforme verd de l'exèrcit. Els soldats nord-americans continuaran portant la insígnia d'espatlla de la màniga atenuada-Antic servei de guerra a la màniga dreta de la brusa de l'ACU per indicar el servei de combat. El CSIB ocupa el cinquè lloc en l'ordre de prelació dels distintius d'identificació.[3]